# Adesione dell'Islanda all'Unione europea
L'adesione dell'Islanda all'Unione europea è l'insieme degli atti che avrebbero dovuto portare il Paese a far parte dell'UE. Questo procedimento, iniziato con la presentazione della domanda di adesione nel 2009, è terminato con la decisione unilaterale dell'Islanda espressa con il ritiro della domanda nel 2015.
Le relazioni tra Islanda ed Unione europea erano già caratterizzate dall'adesione, da parte del paese nordico, allo spazio economico europeo ed agli Accordi di Schengen.
Nel 2024, il governo islandese ha riproposto una possibile adesione del paese all'Unione europea tramite un referendum da indirsi entro il 2027.

## Storia
La solida economia cresciuta notevolmente negli anni novanta e il conseguente alto standard di vita degli abitanti sono caratteristiche del paese che avrebbero permesso una sua entrata nell'Unione europea sin dall'entrata degli altri paesi scandinavi; tuttavia questa ricchezza ha per lungo tempo ostacolato, da parte dell'opinione pubblica, una volontà ad integrarsi nell'UE. I principali motivi per cui l'Islanda ha tardato molto a richiedere una candidatura o organizzato un referendum erano legati a questioni agricole e soprattutto di pesca; infatti le politiche europee avrebbero privato il paese di un'importante pilastro dell'economia, ossia la zona di pesca d'esclusivo utilizzo nazionale che va ben oltre i limiti concessi dai normali trattati internazionali, zona che ha già in passato provocato tensioni con altri paesi, ad esempio durante la cosiddetta "guerra del merluzzo" con il Regno Unito.
L'idea di un'adesione all'UE è stata tuttavia protagonista per molti anni, e in modo crescente, del dibattito pubblico politico, portato avanti dai mass media, partiti politici ed organizzazioni. Ciononostante, a differenza di altri paesi come Norvegia e Svizzera che hanno sottoposto tramite referendum l'ipotesi di adesione, fino alla grave crisi del 2008, quest'idea non era mai stata presa in considerazione dalle istituzioni islandesi quali governo e parlamento in via ufficiale.
Successivamente alla crisi, che colpì in maniera particolarmente dura l'isola, diversi politici islandesi espressero, in parlamento e al governo, opinione favorevole all'ingresso nell'Unione europea e all'adozione dell'euro.
In particolare, il 4 febbraio 2009, il primo ministro islandese, Jóhanna Sigurðardóttir, del partito socialdemocratico, affermò che l'ingresso nell'Unione europea e l'adozione della moneta unica avrebbero costituito "la migliore opzione" per l'Islanda.
Il 10 maggio 2009, Jóhanna Sigurðardóttir annunciò che il governo islandese voleva muoversi più rapidamente verso l'adesione: il capo del governo dichiarò di essere certa che la legge sarebbe stata approvata, malgrado le opposizioni interne al governo, affermando inoltre che l'intento era di depositare la candidatura ufficiale entro luglio 2009, in modo da permettere un'adesione con la Croazia (2013), come indicato da Olli Rehn.
Il disegno di legge per autorizzare l'apertura dei negoziati di adesione con l'Unione europea venne infatti presentato al Parlamento islandese il 25 maggio 2009.

## Presentazione della domanda
Il 16 luglio 2009, il parlamento di Reykjavík, con 33 voti a favore contro 28, autorizzò il governo a intraprendere i negoziati per l'ingresso dell'Islanda nell'Unione europea. La proposta del Partito dell'Indipendenza di organizzare un doppio referendum – per autorizzare il governo a presentare richiesta di ingresso nell'UE, e per accettare l'adesione qualora la richiesta fosse stata accettata – fu respinto con 32 voti contro 30.
Il ministro per gli Affari esteri islandese, Ossur Skarphedinsson, depositò ufficialmente la domanda di adesione il 23 luglio 2009 a Stoccolma. Secondo le dichiarazioni del primo ministro islandese Jóhanna Sigurðardóttir, la procedura d'ingresso dell'isola all'Unione europea sarebbe potuta durare dai due anni e mezzo ai tre anni e mezzo.
Il 24 febbraio 2010 la Commissione europea diede parere favorevole all'inizio dei negoziati di adesione, affermando che l'Islanda condivide appieno i valori dell'Unione, ha una democrazia antica e solida, rispetta i diritti umani ed ha recepito già molti elementi del diritto comunitario per via della sua adesione allo Spazio economico europeo e all'Area Schengen. Il Consiglio europeo conferì all'Islanda lo status di candidato il 17 giugno e allo stesso tempo confermò l'imminente avvio dei negoziati, che partirono il 27 luglio 2010.

## Progresso dei negoziati
A novembre 2010 iniziarono gli screening relativi ai capitoli dell'acquis comunitario, i quali furono chiusi tra febbraio e maggio 2011.
Il 27 giugno 2011, iniziarono le discussioni nell'ambito della Conferenza di adesione a livello ministeriale sui singoli capitoli dell acquis comunitario. I capitoli 25 (Scienza e ricerca) e 26 (Istruzione e cultura) furono aperti ed immediatamente chiusi dato l'alto livello di allineamento dell'Islanda in questi settori. Furono inoltre aperti i capitoli 5 (Appalti pubblici) e 10 (Società dell'informazione e media).
Il 19 ottobre furono aperti e immediatamente chiusi (in quanto anch'essi allineati agli standard UE) i capitoli 2 (Libertà di movimento per i lavoratori) e 7 (Proprietà intellettuale).
Il 12 dicembre furono aperti i capitoli 6 (diritto societario), 20 (politica industriale e aziendale), 21 (reti transeuropee), 23 (giustizia e diritti fondamentali), 33 (disposizioni finanziarie e di bilancio), di cui i primi quattro subito furono chiusi sempre perché già allineati agli standard UE.
| Capitoli dell'acquis                                               | Valutazione iniziale              | Inizio screening | Completamento screening | Apertura capitolo | Chiusura capitolo |
| ------------------------------------------------------------------ | --------------------------------- | ---------------- | ----------------------- | ----------------- | ----------------- |
| 1. Libero movimento delle merci                                    | Nessuna grande difficoltà         | 7 dicembre 2010  | 8 dicembre 2010         | 18 dicembre 2012  | –                 |
| 2. Libero movimento dei lavoratori                                 | In generale già applica l'acquis  | 9 febbraio 2011  | 9 febbraio 2011         | 19 ottobre 2011   | 19 ottobre 2011   |
| 3. Diritto di stabilimento/libertà di fornire servizi              | Necessità di ulteriori sforzi     | 9 dicembre 2010  | 9 dicembre 2010         | –                 | –                 |
| 4. Libera circolazione dei capitali                                | Necessità di considerevoli sforzi | 10 dicembre 2010 | 10 dicembre 2010        | –                 | –                 |
| 5. Appalti pubblici                                                | Nessuna grande difficoltà         | 15 novembre 2010 | 15 novembre 2010        | 27 giugno 2011    | –                 |
| 6. Diritto societario                                              | Nessuna grande difficoltà         | 16 novembre 2010 | 16 novembre 2010        | 12 dicembre 2011  | 12 dicembre 2011  |
| 7. Diritto alla proprietà intellettuale                            | In generale già applica l'acquis  | 20 dicembre 2010 | 20 dicembre 2010        | 19 ottobre 2011   | 19 ottobre 2011   |
| 8. Politiche di concorrenza                                        | In generale già applica l'acquis  | 6 dicembre 2010  | 6 dicembre 2010         | 30 marzo 2012     | 18 dicembre 2012  |
| 9. Servizi finanziari                                              | In generale già applica l'acquis  | 18 novembre 2010 | 15 dicembre 2010        | 24 ottobre 2012   | –                 |
| 10. Società dell'informazione e media                              | In generale già applica l'acquis  | 17 novembre 2010 | 17 novembre 2010        | 27 giugno 2011    | –                 |
| 11. Sviluppo agricolo e rurale                                     | Necessità di considerevoli sforzi | 30 novembre 2010 | 27 gennaio 2011         | –                 | –                 |
| 12. Politiche di sicurezza alimentare, veterinarie e fitosanitarie | Necessità di ulteriori sforzi     | 14 febbraio 2011 | 31 marzo 2011           | –                 | –                 |
| 13. Pesca                                                          | Necessità di considerevoli sforzi | 16 dicembre 2010 | 2 marzo 2011            | –                 | –                 |
| 14. Politica dei trasporti                                         | Necessità di ulteriori sforzi     | 4 maggio 2011    | 9 giugno 2011           | 22 giugno 2012    | –                 |
| 15. Energia                                                        | Nessuna grande difficoltà         | 12 maggio 2011   | 20 giugno 2011          | 30 marzo 2012     | –                 |
| 16. Tassazione                                                     | Necessità di considerevoli sforzi | 3 febbraio 2011  | 4 marzo 2011            | 18 dicembre 2012  | –                 |
| 17. Politica economica e monetaria                                 | Necessità di considerevoli sforzi | 17 marzo 2011    | 17 maggio 2011          | 18 dicembre 2012  | –                 |
| 18. Statistica                                                     | Necessità di considerevoli sforzi | 2 maggio 2011    | 7 giugno 2011           | 24 ottobre 2012   | –                 |
| 19. Politica sociale e occupazione                                 | Nessuna grande difficoltà         | 7 febbraio 2011  | 16 marzo 2011           | 22 giugno 2012    | –                 |
| 20. Impresa e politica industriale                                 | In generale già applica l'acquis  | 12 aprile 2011   | 25 maggio 2011          | 12 dicembre 2011  | 12 dicembre 2011  |
| 21. Reti trans-europee                                             | In generale già applica l'acquis  | 6 maggio 2011    | 10 giugno 2011          | 12 dicembre 2011  | 12 dicembre 2011  |
| 22. Politica regionale/Coordinamento degli strumenti strutturali   | Nessuna grande difficoltà         | 31 gennaio 2011  | 22 febbraio 2011        | 18 dicembre 2012  | –                 |
| 23. Magistratura e diritti fondamentali                            | In generale già applica l'acquis  | 11 gennaio 2011  | 11 febbraio 2011        | 12 dicembre 2011  | 12 dicembre 2011  |
| 24. Giustizia, libertà e sicurezza                                 | Necessità di ulteriori sforzi     | 14 aprile 2011   | 24 maggio 2011          | –                 | –                 |
| 25. Scienza e ricerca                                              | In generale già applica l'acquis  | 25 novembre 2010 | 14 gennaio 2011         | 27 giugno 2011    | 27 giugno 2011    |
| 26. Istruzione e cultura                                           | In generale già applica l'acquis  | 26 novembre 2010 | 14 gennaio 2011         | 27 giugno 2011    | 27 giugno 2011    |
| 27. Ambiente                                                       | Necessità di ulteriori sforzi     | 22 novembre 2010 | 19 gennaio 2011         | 18 dicembre 2012  | –                 |
| 28. Protezione dei consumatori e della salute                      | Nessuna grande difficoltà         | 11 aprile 2011   | 16 maggio 2011          | 30 marzo 2012     | 30 marzo 2012     |
| 29. Unione doganale                                                | Necessità di ulteriori sforzi     | 8 marzo 2011     | 6 aprile 2011           | 24 ottobre 2012   | –                 |
| 30. Relazioni esterne                                              | Nessuna grande difficoltà         | 8 aprile 2011    | 19 maggio 2011          | 18 dicembre 2012  | –                 |
| 31. Politica estera, di sicurezza e di difesa                      | Nessuna grande difficoltà         | 7 aprile 2011    | 20 maggio 2011          | 30 marzo 2012     | 30 marzo 2012     |
| 32. Controllo finanziario                                          | Necessità di considerevoli sforzi | 29 novembre 2010 | 2 febbraio 2011         | 22 giugno 2012    | –                 |
| 33. Disposizioni finanziarie e di bilancio                         | Nessuna grande difficoltà         | 7 marzo 2011     | 4 aprile 2011           | 12 dicembre 2011  | –                 |
| 34. Istituzioni                                                    | Niente da adottare                | –                | –                       | –                 | –                 |
| 35. Altri problemi                                                 | Niente da adottare                | –                | –                       | –                 | –                 |
| Progressi                                                          |                                   | 33 su 33         | 33 su 33                | 27 su 33          | 11 su 33          |

## Ritiro della candidatura
Nel gennaio 2013 il governo islandese comunicò la sua intenzione di congelare il negoziato d'adesione all'Unione in vista delle elezioni parlamentari del 2013.
A seguito della vittoria dei partiti euroscettici (Partito progressista e Partito dell'Indipendenza), la nuova alleanza di governo stabilì di tenere sull'argomento della prosecuzione dei negoziati d'adesione all'Unione europea un referendum.
Il 22 agosto 2013 il governo guidato da Sigmundur Davíð Gunnlaugsson, insediatosi dopo le elezioni, sciolse ufficialmente il comitato per i negoziati di adesione. Il ministero degli esteri di Reykjavík lo comunicò dopo aver ricevuto il parere dei propri consulenti costituzionali circa l'assenza di ogni formale vincolo da rispettare da parte del nuovo esecutivo rispetto al precedente voto parlamentare del 2009, il quale aveva avviato i negoziati di adesione. «Dopo aver ricevuto tale parere il ministro degli esteri ha deciso di considerare sciolto il comitato per la negoziazione», dichiarò il ministero in un comunicato, citato dall'agenzia di stampa AFP.
Il 13 marzo 2015 il governo Gunnlaugsson, per il tramite del ministro degli esteri Gunnar Bragi Sveinsson, comunicò al governo della Lettonia, che deteneva la presidenza di turno dell'Unione europea, ed alla Commissione europea, il ritiro della domanda di adesione. A seguito di tale atto, ritenuto da alcuni costituzionalisti islandesi privo di effetti, perché reso in assenza del sostegno dell'Althing, l'opposizione organizzò un corteo di protesta a Reykjavík per denunciare che la sospensione dei negoziati era stata decisa senza consultare il parlamento che nel 2009 aveva votato a favore dell'entrata nell'Unione.

## Ipotesi sul ritiro della candidatura
Diversi studiosi accademici hanno proposto spiegazioni sulle resistenze dell'Islanda ad aderire all'Unione europea e sulle motivazioni del ritiro della candidatura:
- L'importanza dell'attività della pesca nel paese e la percezione che l'appartenenza all'UE avrebbe inciso in maniera negativa su di essa e sulla industria connessa.[55][56]
- La percezione che l'appartenenza all'UE avrebbe avuto effetti negativi sul settore agricolo.[56]
- Le forti relazioni tra l'Islanda e gli Stati Uniti, le quali includono significative dipendenze economiche, diplomatiche e militari, che potevano essere depotenziate con l'ingresso nell'UE.[56]
- La vittoria nella guerra del merluzzo ha rafforzato i nazionalismi islandesi e la percezione che il paese può affrontare situazioni con successo utilizzando un approccio unilaterale o bilaterale, piuttosto che ricorrere a compromessi in un contesto multilaterale.[56]
- Il sistema elettorale islandese favorisce le aree rurali, le quali sono maggiormente euroscettiche.[56]
- La tendenza delle élite islandesi di proseguire i percorsi di studi negli Stati Uniti o nei paesi europei euroscettici (come nel Regno Unito o nei paesi scandinavi), e di cooperare con le élite di tali paesi.[56]
- Il nazionalismo islandese e il passato dell'isola quale entità coloniale.[57][58]
- L'impatto della disputa con il Regno Unito e i Paesi Bassi dell'Icesave, ossia il salvataggio degli istituti di credito in default durante la crisi finanziaria islandese del 2008-2011, penalizzando notevolmente gli investitori e i risparmiatori esteri. Ci furono notevoli tensioni fra l'Islanda ed il Regno Unito dopo che quest'ultimo, nell'ottobre 2008, decise di applicare alcuni articoli della legge anti-terrorismo varata all'indomani degli attentati dell'11 settembre 2001 in ordine di congelare tutti gli asset negli istituti di credito islandesi nel Regno Unito.[59] L'Islanda inviò una protesta formale alla NATO ed oltre 80.000 cittadini islandesi (un quarto dell'intera popolazione) firmarono una petizione online intitolata gli islandesi non sono terroristi.[60][61] Il picco della tensione venne raggiunto quando il Regno Unito decise di cancellare il suo previsto turno di pattuglia dello spazio aereo islandese nel dicembre dello stesso anno (l'Islanda non ha un proprio esercito quindi basa la sua difesa militare su di un accordo in base al quale alcuni paesi membri della NATO pattugliano i suoi cieli a turno).[62]

## Sondaggi
| Date              | Rilevata da                           | Quesito                         | Sì    | No    | Indecisi |
| ----------------- | ------------------------------------- | ------------------------------- | ----- | ----- | -------- |
| agosto 2005       | Capacent-Gallup                       | Inizio dei negoziati            | 55%   | 37%   | 8%       |
| agosto 2005       | Capacent-Gallup                       | Ingresso                        | 43%   | 37%   | 20%      |
| agosto 2005       | Capacent-Gallup                       | Adozione dell'euro              | 37%   | 54%   | 9%       |
| Febbraio 2006     | Fréttablaðið                          | Ingresso                        | 34%   | 42%   | 24%      |
| settembre 2007    | Capacent-Gallup                       | Inizio dei negoziati            | 59%   | 26%   | 15%      |
| settembre 2007    | Capacent-Gallup                       | Ingresso                        | 48%   | 34%   | 18%      |
| settembre 2007    | Capacent-Gallup                       | Adozione dell'euro              | 53%   | 37%   | 10%      |
| febbraio 2008     | Fréttablaðið                          | Ingresso                        | 55,1% | 44,9% | -        |
| febbraio 2008     | Fréttablaðið                          | Motivi in più dello scorso anno | 54,7% | 7,3%  | 38,1%    |
| 24 novembre 2008  | Fréttablaðið                          | Domanda                         | 60%   | 40%   | -        |
| gennaio 2009      | [ 68 ]                                | Ingresso                        | 38%   | 38%   | 24%      |
| gennaio 2009      | [ 69 ]                                | Domanda                         | 40%   | 60%   | -        |
| Marzo 2009        | [ 70 ]                                | Inizio dei negoziati            | 64%   | 28%   | 8%       |
| 5 maggio 2009     | Capacent-Gallup                       | Inizio dei negoziati            | 61%   | 27%   | 12%      |
| 5 maggio 2009     | Capacent-Gallup                       | Ingresso                        | 39%   | 39%   | 22%      |
| 30 luglio 2009    | Fréttablaðið                          | Inizio dei negoziati            | 51%   | 36%   | 13%      |
| 4 agosto 2009     | Capacent-Gallup                       | Ingresso                        | 34,7% | 48,5% | 16,9%    |
| 15 settembre 2009 | Capacent-Gallup                       | Ingresso                        | 32,7% | 50,2% | 17%      |
| 5 novembre 2009   | Bifröst University Research Institute | Inizio dei negoziati            | 50,1% | 42,7% | 7,2%     |
| 5 novembre 2009   | Bifröst University Research Institute | Ingresso                        | 29%   | 54%   | 17%      |
| 28 febbraio 2010  | Capacent Gallup                       | Ingresso                        | 33,3% | 55,9% | 10,8%    |
| 5 marzo 2010      | Capacent Gallup                       | Ingresso                        | 24,4% | 60%   | 15,5%    |
| 5 marzo 2010      | Capacent Gallup                       | Se ci fosse ora il referendum?  | 30,5% | 69,4% | 0%       |
| 6 luglio 2010     | Capacent Gallup                       | Ingresso                        | 26%   | 60%   | 14%      |
| 2 settembre 2010  | Capacent Gallup                       | Avvio dei negoziati             | 38,8% | 45,5% | 15,7%    |
| 29 settembre 2010 | Fréttablaðið                          | Continuazione dei negoziati     | 64,2% | 32,8% | 3%       |
| 24 gennaio 2011   | Fréttablaðið                          | Continuazione dei negoziati     | 65.4% | 34.6% | 0%       |
| 10 marzo 2011     | Capacent Gallup                       | Ingresso                        | 31,4% | 50,5% | 18%      |
| 10 marzo 2011     | Capacent Gallup                       | Se ci fosse ora il referendum?  | 38,9% | 61,1% | 0%       |
| 17 marzo 2011     | MMR                                   | Ingresso                        | 30%   | 55,7% | 14,2%    |
| 16 giugno 2011    | Capacent Gallup                       | Ingresso                        | 37,3% | 50,1% | 12,6%    |

## Trattati UE recepiti dall'Islanda
L'Islanda ratificò gli Accordi di Schengen per la libera circolazione delle persone nel 1996; tali accordi sostituirono il precedente trattato sull'Unione nordica dei passaporti tra i paesi scandinavi.
Già parte dell'EFTA, l'Islanda è parte del Spazio economico europeo fin dalla sua entrata in vigore, nel 1994.

## Comparazione con altri paesi dell'UE
Se il paese venisse ammesso all'Unione europea, la sua capitale Reykjavík, sarebbe la capitale posta più a nord e più a ovest dell'UE. Tra tutte le capitali dell'Unione, quella islandese sarebbe anche quella con la maggiore distanza da un'altra capitale europea, nel qual caso Dublino, con 1497 km. Inoltre, dopo Nicosia, sarebbe la seconda capitale più distante da Bruxelles. La tabella seguente indica le coordinate della capitale islandese comparate con altre capitali di stati membri dell'UE.
| Capitali poste più a nord | Capitali poste più a nord | Capitali poste più a nord | Capitali poste più a ovest | Capitali poste più a ovest | Capitali poste più a ovest | Capitali più distanti da Bruxelles | Capitali più distanti da Bruxelles | Capitali più distanti da Bruxelles |
| Nazione                   | Città                     | Coordinate                | Nazione                    | Città                      | Coordinate                 | Nazione                            | Città                              | Distanza                           |
| ------------------------- | ------------------------- | ------------------------- | -------------------------- | -------------------------- | -------------------------- | ---------------------------------- | ---------------------------------- | ---------------------------------- |
| Islanda                   | Reykjavík                 | 64°08′N 21°56′W           | Islanda                    | Reykjavík                  | 64°08′N 21°56′W            | Cipro                              | Nicosia                            | 2906 km                            |
| Finlandia                 | Helsinki                  | 60°10′N 24°56′E           | Portogallo                 | Lisbona                    | 38°42′N 9°08′W             | Islanda                            | Reykjavík                          | 2132 km                            |
| Estonia                   | Tallinn                   | 59°26′N 24°44′E           | Irlanda                    | Dublino                    | 53°20′N 6°15′W             | Grecia                             | Atene                              | 2093 km                            |
| Svezia                    | Stoccolma                 | 59°21′N 18°04′E           | Spagna                     | Madrid                     | 40°23′N 3°43′W             | Romania                            | Bucarest                           | 1773 km                            |

Se l'Islanda venisse ammessa nell'UE, sarebbe lo stato col minor numero di abitanti e la meno densamente abitata.
| Popolazione  | Popolazione | Popolazione | Densità      | Densità     | Densità     | Densità          | Densità |
| Posizione UE | Paese       | Popolazione | Posizione UE | Paese       | Popolazione | Superficie (km²) | Densità |
| ------------ | ----------- | ----------- | ------------ | ----------- | ----------- | ---------------- | ------- |
|              | Islanda     | 319 756     |              | Islanda     | 319 756     | 103 001          | 3,1     |
| 28           | Malta       | 416 333     | 28           | Finlandia   | 5 350 475   | 338 145          | 15,82   |
| 27           | Lussemburgo | 502 207     | 27           | Svezia      | 9 347 899   | 449 964          | 20,77   |
| 26           | Cipro       | 801 851     | 26           | Estonia     | 1 340 274   | 45 226           | 29,64   |
|              | Media UE    | 18 565 179  |              | Media UE    | 18 565 179  | 160 177          | 115,9   |
| 2            | Francia     | 64 709 480  | 2            | Paesi Bassi | 16 576 800  | 41 526           | 399,2   |
| 1            | Germania    | 81 757 595  | 1            | Malta       | 416 333     | 316              | 1317,5  |

La lingua islandese sarebbe anche la lingua ufficiale di uno stato membro meno parlata, assieme all'irlandese e al maltese.
Dal punto di vista economico l'Islanda presenta un PIL pro-capite a parità di potere d'acquisto superiore alla media europea.
| Posizione UE | Nazione     | PIL procapite (PPA) (UE-27=100) |
| ------------ | ----------- | ------------------------------- |
| 1            | Lussemburgo | 283                             |
| 10           | Regno Unito | 113                             |
|              | Islanda     | 110                             |
| 11           | Francia     | 107                             |
|              | Media UE    | 100                             |
| 28           | Bulgaria    | 43                              |